# Гідропровідність пласта
Гідропровідність пласта (рос. гидропроводность пласта; англ. hydrotravelling of a seam; нім. Wasserdurchlässigkeit f des Flözes n) — здатність пласта-колектора пропускати крізь себе рідину, яка насичує його пори (здатність пласта-колектора пропускати газ називається провідністю). Г.п. характеризується коефіцієнтом гідропроникності, який розраховується за формулою:
ε=kh/μ,
де ε — коефіцієнт гідропровідності пласта;
k — коефіцієнт проникності гірських порід;
h — товщина пласта;
μ — динамічний коефіцієнт в'язкості рідини, яка насичує пори пласта.
Змінюється від десятків до десятків тисяч м5/(Н с).